# 飯田昴大
飯田 昴大（いいだ こうだい、1994年12月6日 - ）は、石川県野々市市出身のプロサッカー選手。ポジションはMF。

## 来歴
山梨学院大学に進学するも、卒業時にプロクラブからのオファーがなく海外挑戦を決める。
2017年に渡米し、ナショナルプレミアサッカーリーグのキットサップ・プーマスに加入。シーズン途中にFCモータウンに移籍、6試合で3得点しプレーオフ進出に貢献した。2018年はエヴァーグリーン・プレミアリーグのワシントン・プレミアFCで10試合4得点、リーグタイトルを獲得した。
2018年9月、翌年開幕のカナディアン・プレミアリーグの公開トライアルに参加し、1得点1アシストの活躍を見せた。このため2019年2月21日に、HFXワンダラーズFCとプロ契約し、カナディアン・プレミアリーグ初の日本人選手となった。4月28日にプロ初出場を飾った。
2019年12月19日、USLプロフェッショナルリーグのオクラホマ・シティ・エナジーFC と契約し、チーム初のアジア選手となった。

## 人物
- カナディアンプレミアリーグ発足合同トライアウトに参加する際、資金が全く無いため、滞在していたシアトルの路上でリフティングパフォーマンスを行いトライアウト参加費用を稼いだ[7]。